# Open di Zurigo 2004 - Doppio
Il doppio del torneo di tennis Open di Zurigo 2004, facente parte del WTA Tour 2004, ha avuto come vincitrici Cara Black e Rennae Stubbs che hanno battuto in finale Virginia Ruano Pascual e Paola Suárez con il punteggio di 6–4, 6–4.

## Teste di serie
1. Virginia Ruano Pascual /  Paola Suárez (finale)
2. Cara Black /  Rennae Stubbs (campionesse)

1. Nadia Petrova /  Meghann Shaughnessy (quarti di finale)
2. Barbara Schett /  Patty Schnyder (primo turno)

## Tabellone

### Legenda
| - Q = Qualificato - WC = Wild card - LL = Lucky loser | - ALT = Alternate - SE = Special Exempt - PR = Protected Ranking | - w/o = Walkover - r = Ritirato - d = Squalificato |